# 職業訓練指導員 (染色科)
職業訓練指導員 (染色科)（しょくぎょうくんれんしどういん せんしょくか）は、職業訓練指導員免許のうちの1つ。厚生労働省管轄。

## 受験資格
職業訓練指導員免許の受験資格と試験免除を参照。染色技能士の保有者など。

## 試験科目

### 学科試験
1. 指導方法（職業訓練原理、教科指導法、訓練生の心理、生活指導及び職業訓練関係法規）
2. 関連学科
  1. 系基礎学科
    1. 織物（織物　織物史　織物原料）
    2. 染色（精錬　漂白　染色　染料）
    3. 安全衛生（安全管理　衛生管理）

  2. 専攻学科
    1. 染色デザイン（構成　色彩　図案　模様）
    2. 染色法（精錬漂白法　染色法　染色機械　仕上法　染色用薬品　染色物試験法）
    3. 整理法（織物整理法）

### 実技試験
1. 精錬漂白
2. 染色